# William Lucking
William "Bill" Lucking (17 de junho de 1941) foi um ator norte-americano de cinema, televisão e teatro, mais conhecido por seu papel como Piney Winston em Sons of Anarchy (2008–2011) e por seus papéis em The Magnificent Seven Ride (1972) e The Rundown (2003). Ele também é conhecido por sua interpretação do Coronel Lynch do programa de TV de 1980, The A-Team (1ª temporada).
Faleceu em 04 de outubro de 2021. As causas da morte não foram divulgadas. 